# Вильча (Киевская область)
Ви́льча (укр. Вільча) — посёлок городского типа в Вильчанском поселковом совете Полесского района Киевской области Украины, отселённый в результате аварии на ЧАЭС.
Располагается недалеко от границы с Республикой Беларусь и в 50 км от Чернобыля.

## История
Возник в первой четверти XX века как Алексеевка, современное название — вероятно с конца 1920-х годов. 15 августа 1958 года Вильча получила статус посёлка городского типа. В посёлок в 1970—1980-е годы вошло село Становище, известное также с первой четверти XX века. 
В посёлке располагается железнодорожная станция участка Чернигов — Овруч Юго-Западной железной дороги. Работали асфальтобетонный, деревообрабатывающий, лесопильный заводы. Работали средняя и начальная школы, 2 клуба, 3 библиотеки и больница.
До 1996 года посёлок был центром одноимённого поселкового совета, с 1996 по 1999 год подчинялся Полесскому поселковому совету.
В 1993 году жители из посёлка Вильча, который входил в зону безусловного отселения в связи с радиоактивным загрязнением в результате аварии на Чернобыльской АЭС, были переселены в новый, построенный специально для переселенцев, одноимённый посёлок Вильча под Волчанском, а сам поселок в 1999 году официально снят с учёта.

## Промышленность
В селе находится нелегальный цех по производству деревянных паллетов для отопления. Он принадлежит жене заместителя руководителя Нацполиции Украины Игоря Купранца. Компания "Енівей" не имеет разрешения на деятельность в Чернобыльской зоне, однако цех действует на территории села с 2014 года.

## Известные уроженцы
- Афонин Александр Васильевич-украинский общественный деятель в сфере книгоиздания.
- Титенок Николай Иванович-ликвидатор аварии на ЧАЭС, Герой Украины.

## Карты
- Лист карты M-35-VI Хойники. Масштаб: 1 : 200 000. Состояние местности на 1986 год. Издание 1990 г.
- Лист карты M-35-23 Вильча. Масштаб: 1 : 100 000. Указать дату выпуска/состояния местности.